# Inopeplus mutchleri
Inopeplus mutchleri là một loài bọ cánh cứng trong họ Salpingidae. Loài này được Blackwelder miêu tả khoa học năm 1943.